# سانراوات دچمیتر
سانراوات دچمیتر (تایلندی: สรรวัชญ์ เดชมิตร؛ زادهٔ ۳ اوت ۱۹۸۹) بازیکن فوتبال اهل تایلند است.
از باشگاه‌هایی که در آن بازی کرده‌است می‌توان به باشگاه فوتبال تامپینس روفرز، باشگاه فوتبال بانکوک یونایتد، اشاره کرد.
وی همچنین در تیم‌های ملی فوتبال تیم ملی فوتبال تایلند و Thailand U23 بازی کرده‌است.